# NRJ Music Awards
O NRJ Music Award (frequentemente abreviado como NMA) é uma premiação musical concedida pela emissora de rádio francesa NRJ para reconhecer os melhores artistas da indústria musical francesa e internacional. Criada em 2000 pela NRJ, em parceria com a rede de televisão TF1, a cerimônia de premiação ocorria tradicionalmente em meados de janeiro, em Cannes (Provença-Alpes-Costa Azul, França), como parte da abertura do MIDEM (Marché International de l'Édition Musicale). Atualmente, o evento acontece no mês de novembro. Os prêmios são concedidos a artistas populares em diversas categorias.
O nome "NRJ" significa "Nouvelle Radio des Jeunes" (Nova Rádio da Juventude) e é um jogo de palavras entre a pronúncia das letras em francês e a palavra "énergie" (energia). A apresentadora Val Kahl comandou o programa "Les Coulisses des NRJ Music Awards" nas temporadas de 2011, 2012 e 2013 no canal NRJ12.

## Vencedores
Vencedores: 2000 – 2001 – 2002 – 2003 – 2004 – 2005 – 2006 – 2007 – 2008 – 2009 – 2010 – 2011 – 2012 – 2013 – 2013 (15ª edição) – 2014 – 2015 – 2016 – 2017 – 2018 – 2019 – 2020 – 2021 – 2022 – 2023 – 2024

### Ano 2000
- Cantor francófono: David Hallyday
- Cantora francófona: Mylène Farmer
- Cantor internacional: Will Smith
- Cantora internacional: Mariah Carey
- Artista revelação francófono: Hélène Ségara
- Artista revelação internacional: Tina Arena
- Grupo/duo francófono: Zebda
- Grupo/duo internacional: Texas
- Canção francófona do ano: Zebda – "Tomber la Chemise"
- Canção internacional do ano: Lou Bega – "Mambo No. 5"
- Álbum francófono do ano: Mylène Farmer – Innamoramento
- Álbum internacional do ano: Whitney Houston – My Love Is Your Love
- Website musical do ano: Indochine
- Melhor show do ano: Mylène Farmer

### Ano 2001
- Cantor francófono: Pascal Obispo
- Cantora francófona: Mylène Farmer
- Cantor internacional: Moby
- Cantora internacional: Madonna
- Artista revelação francófono: Alizée
- Artista revelação internacional: Anastacia
- Grupo/duo francófono: Les Dix Commandements
- Grupo/duo internacional: The Corrs
- Canção francófona do ano: Roméo & Juliette – "Les Rois du Monde"
- Canção internacional do ano: Anastacia – "I'm Outta Love"
- Álbum francófono do ano: Hélène Ségara – Au Nom d'une Femme
- Álbum internacional do ano: Madonna – Music
- Website musical do ano: Alizée

### Ano 2002
- Cantor francófono: Garou
- Cantora francófona: Mylène Farmer
- Cantor internacional: Michael Jackson
- Cantora internacional: Jennifer Lopez
- Artista revelação francófono: Ève Angeli
- Artista revelação internacional: Dido
- Grupo/duo francófono: Garou & Céline Dion
- Grupo/duo internacional: Destiny's Child
- Canção francófona do ano: Axel Bauer & Zazie – "À Ma Place"
- Canção internacional do ano: Geri Halliwell – "It's Raining Men"
- Álbum francófono do ano: Gérald de Palmas – Marcher dans le Sable
- Álbum internacional do ano: Dido – No Angel
- Website musical do ano: Garou

### Ano 2003
- Cantor francófono: Gérald De Palmas
- Cantora francófona: Mylène Farmer
- Cantor internacional: Billy Crawford
- Cantora internacional: Shakira
- Artista revelação francófono: Jenifer
- Artista revelação internacional: Las Ketchup
- Grupo/duo francófono: Renaud & Axelle Red
- Grupo/duo internacional: The Calling
- Canção francófona do ano: Renaud & Axelle Red – "Manhattan-Kaboul"
- Canção internacional do ano: Shakira – "Whenever, Wherever"
- Álbum francófono do ano: Indochine – Paradize
- Álbum internacional do ano: Shakira – Laundry Service
- Website musical do ano: Jennifer Lopez
- Prêmio de mérito: Phil Collins

### Ano 2004
- Cantor francófono: Calogero
- Cantora francófona: Jenifer
- Cantor internacional: Justin Timberlake
- Cantora internacional: Dido
- Artista revelação francófono: Nolwenn Leroy
- Artista revelação internacional: Evanescence
- Grupo/duo francófono: Kyo
- Grupo/duo internacional: Good Charlotte
- Canção francófona do ano: Kyo – "Le Chemin"
- Canção internacional do ano: Blue com part. de Elton John – "Sorry Seems to Be the Hardest Word"
- Álbum francófono do ano: Kyo – Le Chemin
- Álbum internacional do ano: Dido – Life for Rent
- Website musical do ano: Kyo
- Prêmio de mérito: Madonna

### Ano 2005
- Cantor francófono: Roch Voisine
- Cantora francófona: Jenifer
- Cantor internacional: Usher
- Cantora internacional: Avril Lavigne
- Artista revelação francófono: Emma Daumas
- Artista revelação internacional: Maroon 5
- Grupo/duo francófono: Calogero & Passi
- Grupo/duo internacional: Placebo
- Canção francófona do ano: K.Maro – "Femme Like U"
- Canção internacional do ano: Maroon 5 – "This Love"
- Álbum francófono do ano: Jenifer – Le Passage
- Álbum internacional do ano: The Black Eyed Peas – Elephunk
- Clipe do ano: Corneille – "Parce qu'on Vient de Loin"
- Prêmio de mérito: U2

### Ano 2006
- Cantor francófono: Raphaël
- Cantora francófona: Jenifer
- Cantor internacional: Robbie Williams
- Cantora internacional: Anastacia
- Artista revelação francófono: Grégory Lemarchal
- Artista revelação internacional: James Blunt
- Grupo/duo francófono: Le Roi Soleil
- Grupo/duo internacional: The Black Eyed Peas
- Canção francófona do ano: M. Pokora – "Elle Me Contrôle"
- Canção internacional do ano: Anastacia – "Left Outside Alone"
- Álbum francófono do ano: Mylène Farmer – Avant que l'ombre...
- Álbum internacional do ano: The Black Eyed Peas – Monkey Business
- Clipe do ano: M. Pokora – "Elle Me Contrôle"
- Prêmio de mérito: Bob Geldof

### Ano 2007
- Cantor francófono: M. Pokora
- Cantora francófona: Diam's
- Cantor internacional: Justin Timberlake
- Cantora internacional: Christina Aguilera
- Artista revelação francófono: Christophe Maé
- Artista revelação internacional: Nelly Furtado
- Grupo/duo francófono: Le Roi Soleil
- Grupo/duo internacional: Evanescence
- Canção francófona do ano: Diam's – "La Boulette"
- Canção internacional do ano: Rihanna – "Unfaithful"
- Álbum francófono do ano: Diam's – Dans Ma Bulle
- Álbum internacional do ano: Christina Aguilera – Back to Basics
- Clipe do ano: M. Pokora – "De retour"
- DJ do ano: Bob Sinclar

### Ano 2008
- Cantor francófono: Christophe Maé
- Cantora francófona: Jenifer
- Cantor internacional: Justin Timberlake
- Cantora internacional: Avril Lavigne
- Artista revelação francófono: Christophe Willem
- Artista revelação internacional: Mika
- Grupo/duo francófono: Superbus
- Grupo/duo internacional: Tokio Hotel
- Canção francófona do ano: Christophe Maé – "On s'attache"
- Canção internacional do ano: Rihanna – "Don't Stop the Music"
- Álbum francófono do ano: Christophe Willem – Inventaire
- Álbum internacional do ano: Britney Spears – Blackout
- Clipe do ano: Fatal Bazooka – "Parle à Ma Main"
- Prêmio de mérito: Céline Dion, Michael Jackson, Kylie Minogue

### Ano 2009
- Cantor francófono: Christophe Maé
- Cantora francófona: Jenifer
- Cantor internacional: Enrique Iglesias
- Cantora internacional: Britney Spears
- Artista revelação francófono: Zaho
- Artista revelação internacional: Jonas Brothers
- Grupo/duo francófono: Cléopâtre
- Grupo/duo internacional: The Pussycat Dolls
- Canção francófona do ano: Christophe Maé – "Belle Demoiselle"
- Canção internacional do ano: Rihanna – "Disturbia"
- Álbum francófono do ano: Mylène Farmer - Point de Suture
- Álbum internacional do ano: Katy Perry – One of the Boys
- Clipe do ano: Britney Spears – "Womanizer"
- Prêmio de mérito: Coldplay

### Ano 2010
- Cantor francófono: Christophe Willem
- Cantora francófona: Sofia Essaïdi
- Cantor internacional: Robbie Williams
- Cantora internacional: Rihanna
- Artista revelação francófono: Florent Mothe
- Artista revelação internacional: Lady Gaga
- Grupo/duo francófono: Mozart, l'opéra rock
- Grupo/duo internacional: Tokio Hotel
- Canção francófona do ano: Florent Mothe – "L'Assasymphonie" (Mozart, l'opéra rock)
- Canção internacional do ano: The Black Eyed Peas – "I Gotta Feeling"
- Álbum francófono do ano: Christophe Willem – Caféine
- Álbum internacional do ano: David Guetta – One Love
- Canção Mais Baixada do Ano na França: Helmut Fritz – "Ça m'énerve"
- Prêmio de mérito: Robbie Williams, Beyoncé

### Ano 2011
- Cantor francófono: M. Pokora
- Cantora francófona: Jenifer
- Cantor internacional: Usher
- Cantora internacional: Shakira
- Artista revelação francófono: Joyce Jonathan
- Artista revelação internacional: Justin Bieber
- Grupo/duo francófono: Justin Nozuka & Zaho
- Grupo/duo internacional: The Black Eyed Peas
- Canção francófona do ano: M. Pokora – "Juste une Photo de Toi"
- Canção internacional do ano: Shakira – "Waka Waka (This Time for Africa)"
- Clipe do ano: Lady Gaga com part. de Beyoncé – "Telephone"
- Hit do ano: Flo Rida com part. de David Guetta - "Club Can't Handle Me"
- Show do ano: The Black Eyed Peas
- Prêmio de mérito: David Guetta

### Ano 2012
- Cantor francófono: M. Pokora
- Cantora francófona: Shy'm
- Cantor internacional: Mika
- Cantora internacional: Rihanna
- Artista revelação francófono: Keen'V
- Artista revelação internacional: Adele
- Grupo/duo francófono: Simple Plan
- Grupo/duo internacional: LMFAO
- Álbum francófono mais vendido do ano: Nolwenn Leroy - Bretonne
- Canção francófona do ano: M. Pokora - "À Nos Actes Manqués"
- Canção internacional do ano: Adele – "Someone like You"
- Clipe do ano: LMFAO com part. de Lauren Bennett and GoonRock – "Party Rock Anthem"
- Prêmio de mérito: Shakira, Justin Bieber
- Prêmio NRJ de diamante: Mylène Farmer

### Ano 2013
- Cantor francófono: M. Pokora
- Cantora francófona: Shy'm
- Cantor internacional: Mika
- Cantora internacional: Rihanna
- Artista revelação francófono: Tal
- Artista revelação internacional: Carly Rae Jepsen
- Grupo/duo francófono: Sexion d'Assaut
- Grupo/duo internacional: One Direction
- Canção francófona do ano: Sexion d'Assaut - "Avant qu'elle Parte"
- Canção internacional do ano: Psy - "Gangnam Style"
- Clipe do ano: Psy - "Gangnam Style"
- Prêmio de mérito: Psy, Johnny Hallyday, Patrick Bruel

### Ano 2013 (15ª edição)
- Cantor francófono: Stromae
- Cantora francófona: Shy'm
- Cantor internacional: Bruno Mars
- Cantora internacional: Sia
- Artista revelação francófono: Louis Delort
- Artista revelação internacional: James Arthur
- Grupo/duo francófono: Robin des Bois
- Grupo/duo internacional: One Direction
- Canção francófona do ano: Stromae - "Formidable"
- Canção internacional do ano: Katy Perry - "Roar"
- Clipe do ano: One Direction - "Best Song Ever"
- Prêmio de mérito: Christophe Maé

### Ano 2014
- Cantor francófono: M. Pokora
- Cantora francófona: Tal
- Cantor internacional: Pharrell Williams
- Cantora internacional: Sia
- Artista revelação francófono: Kendji Girac
- Artista revelação internacional: Ariana Grande
- Grupo/duo francófono: Daft Punk
- Grupo/duo internacional: One Direction
- Canção francófona do ano: Kendji Girac - "Color Gitano"
- Canção internacional do ano: Sia - "Chandelier"
- Clipe do ano: Black M - "Mme Pavoshko"
- Prêmio de mérito: Stromae, Lenny Kravitz

### Ano 2015
- Cantor francófono: M. Pokora
- Cantora francófona: Shy'm
- Cantor internacional: Ed Sheeran
- Cantora internacional: Taylor Swift
- Artista revelação francófono: Louane
- Artista revelação internacional: Ellie Goulding
- Grupo/duo francófono: Fréro Delavega
- Grupo/duo internacional: Maroon 5
- Canção francófona do ano: Kendji Girac - "Conmigo"
- Canção internacional do ano: Wiz Khalifa com part. de Charlie Puth - "See You Again"
- Clipe do ano: Taylor Swift com part. de Kendrick Lamar - "Bad Blood"
- DJ do ano: David Guetta
- Prêmio de mérito: Adele, Charles Aznavour, Justin Bieber, Sting

### Ano 2016
- Cantor francófono: Soprano
- Cantora francófona: Tal
- Cantor internacional: Justin Bieber
- Cantora internacional: Sia
- Artista revelação francófono: Amir
- Artista revelação internacional: Twenty One Pilots
- Grupo/duo francófono: Fréro Delavega
- Grupo/duo internacional: Coldplay
- Canção francófona do ano: Amir - "J'ai Cherché"
- Canção internacional do ano: Justin Bieber - "Love Yourself"
- Clipe do ano: Christophe Maé - "Il Est où le Bonheur"
- DJ do ano: David Guetta
- Canção com mais streamings: Coldplay com part. de Beyoncé - "Hymn for the Weekend"
- Prêmio de mérito: Bruno Mars, Enrique Iglesias, Coldplay

### Ano 2017
- Cantor francófono: Soprano
- Cantora francófona: Louane
- Cantor internacional: Ed Sheeran
- Cantora internacional: Selena Gomez
- Artista revelação francófono: Lisandro Cuxi
- Artista revelação internacional: Rag'n'Bone Man
- Grupo/duo francófono: Bigflo et Oli
- Grupo/duo internacional: Imagine Dragons
- Canção francófona do ano: Amir - "On dirait"
- Canção internacional do ano: Luis Fonsi & Daddy Yankee com part. de Justin Bieber - "Despacito"
- Clipe do ano: Ed Sheeran - "Shape of You"
- DJ do ano: Kungs
- Canção com mais streamings: Ed Sheeran - "Shape of You"
- Prêmio de mérito: the Weeknd, U2, Indochine

### Ano 2018
- Cantor francófono: Soprano
- Cantora francófona: Jain
- Cantor internacional: Ed Sheeran
- Cantora internacional: Ariana Grande
- Artista revelação francófono: Dadju
- Artista revelação internacional: Camila Cabello
- Grupo/duo francófono: Bigflo et Oli
- Grupo/duo internacional: Imagine Dragons
- Canção francófona do ano: Kendji Girac - "Pour Oublier"
- Canção internacional do ano: Maroon 5 - "Girls Like You"
- Clipe do ano: Bigflo et Oli - "Demain"
- DJ do ano: DJ Snake
- Canção com mais streamings: Calvin Harris e Dua Lipa - "One Kiss"
- Prêmio de mérito: Shawn Mendes, Muse

### Ano 2019
- Cantor francófono: M. Pokora
- Cantora francófona: Angèle
- Cantor internacional: Ed Sheeran
- Cantora internacional: Ariana Grande
- Artista revelação francófono: Bilal Hassani
- Artista revelação internacional: Billie Eilish
- Grupo/duo francófono: Bigflo et Oli
- Grupo/duo internacional: Lady Gaga e Bradley Cooper
- Canção francófona do ano: Angèle com part. de Roméo Elvis - "Tout oublier"
- Canção internacional do ano: Shawn Mendes & Camila Cabello - "Señorita"
- Clipe do ano: Bigflo et Oli - "Promesses"
- DJ do ano: DJ Snake
- Apresentação francófona da Noite: Vitaa e Slimane - "Ça Va, Ça Vient"
- Prêmio de mérito: Jonas Brothers
- Canção com certificação de diamante: Pedro Capó e Farruko com part. de Alicia Keys - "Calma"
- Álbum com Certificação de Platina: Vitaa e Slimane - Versus

### Ano 2020
- Cantor francófono: Dadju
- Cantora francófona: Aya Nakamura
- Cantor internacional: the Weeknd
- Cantora internacional: Dua Lipa
- Artista revelação francófono: Squeezie
- Artista revelação internacional: Doja Cat
- Grupo/duo francófono: Vitaa & Slimane
- Grupo/duo internacional: BTS
- Canção francófona do ano: Kendji Girac – "Évidemment"
- Canção internacional do ano: Ed Sheeran – "Bad Habits"
- Colaboração francófona do ano: Soolking com part. de Dadju – "Meleğim"
- Colaboração Internacional do ano: Lady Gaga e Ariana Grande – "Rain on Me"
- Clipe do ano: Vitaa & Slimane – "Ça Ira"
- DJ do ano: DJ Snake
- Apresentação francófona da Noite: M. Pokora - "Si On Disait"
- Prêmio de mérito: Mariah Carey, Indochine, Gims, Elton John

### Ano 2021
- Cantor francófono: Dadju
- Cantora francófona: Eva
- Cantor internacional: Ed Sheeran
- Cantora internacional: Dua Lipa
- Artista revelação francófono: Naps
- Artista revelação internacional: Olivia Rodrigo
- Grupo/duo francófono: Vitaa & Slimane
- Grupo/duo internacional: Coldplay
- Canção francófona do ano: Kendji Girac – "Évidemment"
- Canção internacional do ano: Ed Sheeran – "Bad Habits"
- Colaboração francófona do ano: Amel Bent e Hatik – "1,2,3"
- Colaboração Internacional do ano: Coldplay e BTS – "My Universe"
- Clipe do ano: Vitaa & Slimane – "De l'Or"
- DJ do ano: DJ Snake
- Prêmio de mérito: Imagine Dragons